# Четкоопашат посум
Четкоопашатият посум (Trichosurus vulpecula) е вид бозайник от семейство Phalangeridae.

## Разпространение и местообитание
Разпространен е в Австралия.